# 菊池建設 (東京都)
菊池建設株式会社（きくちけんせつ、英称：Kikuchi Construction Co., LTD.）は、東京都西東京市谷戸町に本社を置く総合建設会社（地方ゼネコン）である。

## 沿革
- 1970年 菊池工務店、創業
- 1980年 菊池建設株式会社設立
- 1990年 菊池不動産株式会社設立
- 2000年 神奈川営業所を開設
- 2000年 ISO9001を取得
- 2001年 清瀬支店を開設
- 2002年 埼玉営業所を開設
- 2005年 東京支店（新宿）,東村山営業所,西東京営業所を開設
- 2006年 菊池ビルサービス株式会社設立
- 2010年 菊池俊一 社長就任
- 2010年 千葉支店を開設
- 2011年 練馬支店を開設
- 2014年 東村山支店を開設
- 2014年 東京支店（新宿）の増床を実施
- 2015年 本社ビル大規模修繕を実施
- 2016年 東京支店（新宿）の増床を実施
- 2017年 資本金5,000万円から9,000万円に増資
- 2017年 池袋支店を開設
- 2018年 菊池ビルサービス株式会社を吸収合併
- 2019年 菊池不動産株式会社を譲渡
- 2021年 東京支店（池袋）新社屋完成
- 2021年 東京支店移転
- 2021年 新宿支店開設
- 2022年 菊池建設本社KIKUCHI BLD大規模改装を実施
- 2023年 ISO14001を取得

## TV出演
- 日本テレビ・『行列のできる法律相談所』の「100枚の絵でつなぐカンボジア学校建設プロジェクト」のオークションに参加し吉田すずか作「スレイナちゃんの夢 みんなの学校」の絵を落札する。
- BS-TBSの『Turning Point 賢者の選択』 ビジネスLABコーナーに出演する。
- TBSテレビの『TBSニュース』（土・日曜放送）スポンサーとなる。